# 恩斯特·冯·拉特
恩斯特·爱德华·冯·拉特（德語：Ernst Eduard vom Rath；1909年6月3日—1938年11月9日）是一个德国外交官。因其在1938年于巴黎被一位波兰的犹太少年赫佐爾·格林斯潘刺杀而知名，这场刺杀成为了纳粹的“水晶之夜”行动的借口。

## 早期生活和职业生涯
冯·拉特出生于法兰克福一个贵族家庭，其父亲古斯塔夫·冯·拉特是一名高级公共事务官员。
冯·拉特在弗罗茨瓦夫的一所学校入学，随后在波恩和康尼斯堡修法学，一直到他在1932年加入纳粹党 ，并成为了一名职业外交官。1933年4月，他成为纳粹的准军事单位冲锋队的一员。在1935年，他从布加勒斯特被派到德国驻巴黎大使馆。
在犹太人问题上，冯·拉特曾为德国犹太人的遭遇表达歉意，但他还是坚持认为，为了保证民族共同体的蓬勃发展，反犹太法律是“必要的”。

## 被刺杀过程

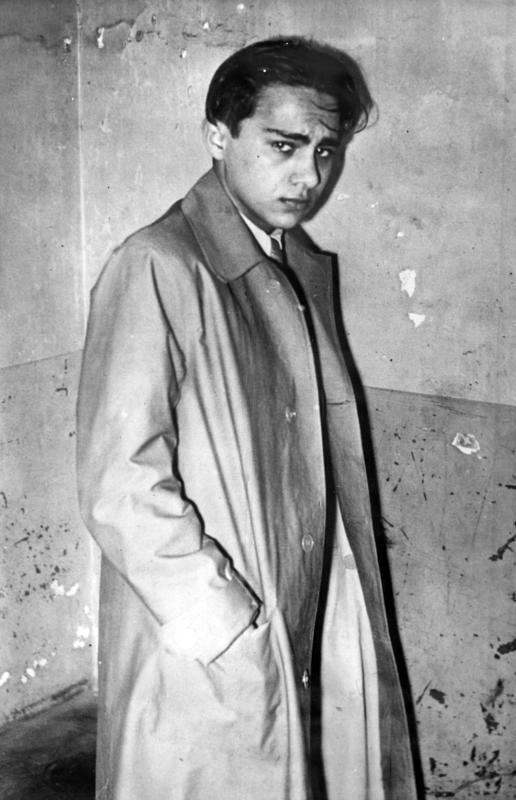
赫佐爾·格林斯潘，摄于1938年7月在巴黎被逮捕之后

1938年11月3日，时年17岁的波兰裔德国犹太人赫佐爾·格林斯潘收到来自其妹妹的明信片，得知了其在德国的父母被强行驱逐至波兰边境的消息。11月7日的早晨，赫佐爾·格林斯潘来到德国驻巴黎大使馆，要求与大使馆的官员对话。他随后被介绍给当时的德国驻巴黎大使馆三等秘书恩斯特·爱德华·冯·拉特。格林斯潘特开了致命的五枪，打伤了后者的脾脏、肚子和胰腺。
阿道夫·希特勒为冯·拉特送去了他自己最好的两个私人医生——内科医生卡尔·勃兰特和外科医师乔治·马格努斯，试图挽救冯·拉特的生命，希特勒还将其从一个使馆初级办公人员提拔为法律领事。冯·拉特最终于11月9日下午5:30死去，「水晶之夜」在随后几小时内在德国蔓延开来。
尽管格林斯潘的确为其父母被驱逐一事感到十分沮丧，但对于这个在1936年从德国逃去法国的年轻人，为什么选择了冯·拉特作为刺杀对象，目前依然没有确切的定论，可以确认的是，此前他们两人并不相识。
许多关于这场刺杀的记录表明，格林斯潘并不是通过冯·拉特的名字找到他的，他只是要求与某一位大使馆工作人员对话。
1942年，德国宣传部篡改了此事的相关记录，声称格林斯潘的最初意图是刺杀时任德国驻法国大使——约翰尼斯·冯·维尔切克
格林斯潘立即被巴黎警方逮捕了，他在供述中坦诚自己的行动是“对德国人施加给犹太人的种种行为的一种报复。”
格林斯潘被捕时，口袋中还有一张他写给父母的明信片：“在上帝的帮助下，亲爱的父母，我不能做其他的什么，愿上帝原谅我，当我听到这12000个犹太人的悲剧时，我的心几乎在流血。我必须抗议，只有用这种方式，这个世界才能听到我的抗议，所以我这样做了，原谅我。”

## 后果
11月7日，纳粹德国在杜尚多夫为冯·拉特举办了一个国家级葬礼，希特勒和时任外交部长约阿希姆·冯·里宾特洛甫出席了葬礼。 德国利用这次事件宣扬犹太人“打响了向德国人战斗的第一枪”，在葬礼上的演讲中，里宾特洛甫声称，“我们理解这个挑战，并且我们接受它。”

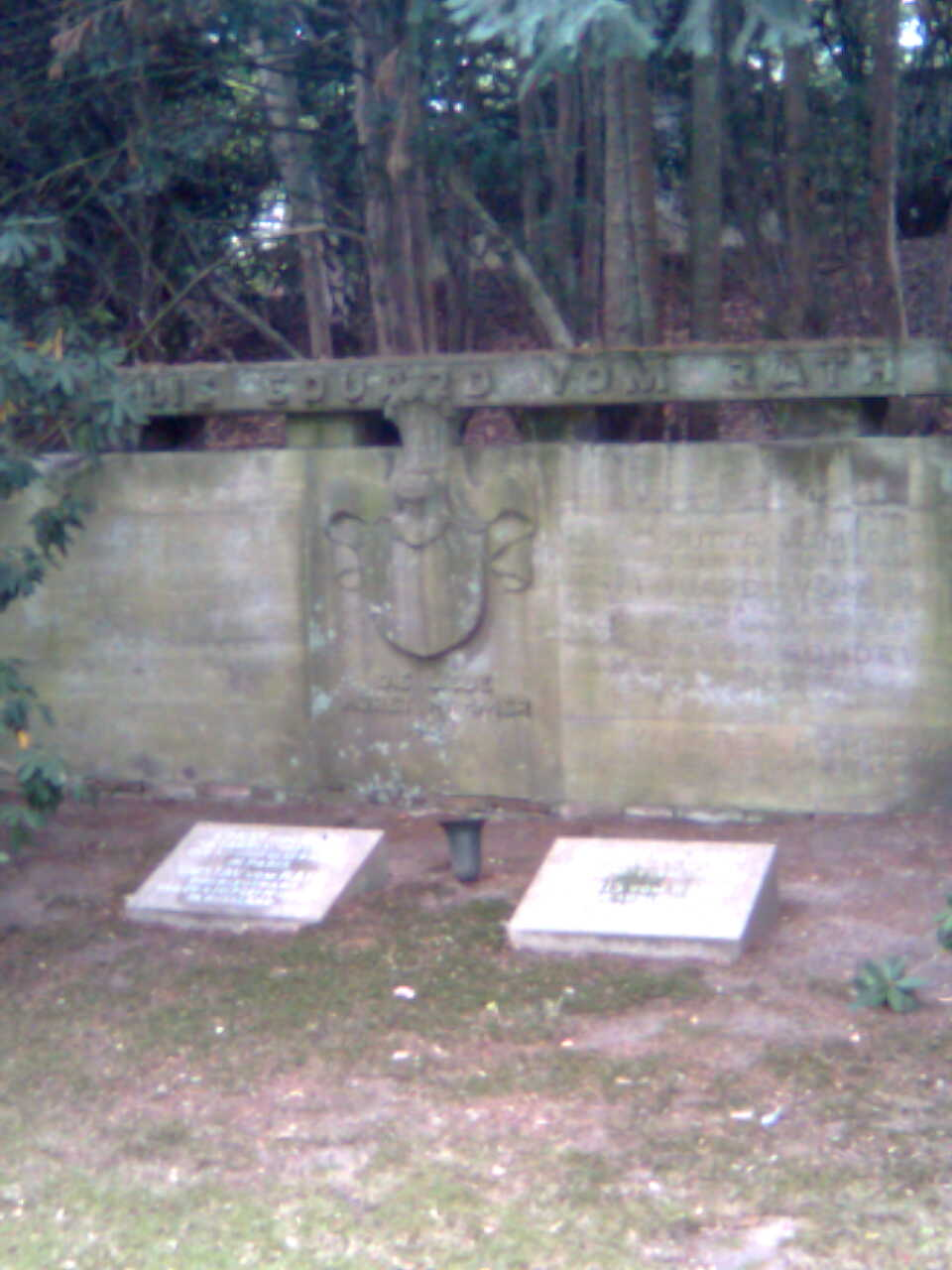
恩斯特·冯·拉特的坟墓，德国 杜塞尔多夫

美国记者德多萝西·汤普森对该事件做了详细的报道，并筹集资金用于支持格林斯潘在法国法庭上的辩护，但该尝试最后未能成功。
格林斯潘的法国律师文森特·德·莫罗·贾费里考虑的辩护理由是，冯·拉特是同性恋并诱惑了格林斯潘，格林斯潘对其的枪击源于情侣之间的争吵。
1940年法国沦陷时，格林斯潘试图从监狱里逃跑，但被纳粹抓获并带回德国。他随后被送到 萨克森豪森集中营 并在那里接受审判，约瑟夫·戈培尔试图将这场审判变成纳粹有关国际犹太人阴谋的宣传的一部分，并以此作为证据证明是犹太人发起了第二次世界大战。
然而，这场指控却逐渐被引导向冯·拉特的确是一个同性恋的方向。戈培尔意识到，格林斯潘正在有意利用这一点为自己辩护，并暗示冯·拉特诱惑了他。 格林斯潘声称冯·拉特是一名男妓，且曾被送给多个外交官（与之发生性关系），不过随后，格林斯潘在一封从集中营寄出的加密信件中又否认了这一点。
有关同性恋的指控对纳粹不仅仅是一种威胁，也是一种羞辱。戈培尔写道，「格林斯潘发明了这个无耻的论点，即他和冯·拉特是同性恋关系。这当然是一个无耻的谎言；但是却非常巧妙，如果（该论点）被带到公开审判上去，这一定会成为敌人的宣传攻势中的主要讨论点。」
汉斯·于尔根·杜歇，这位德国最权威的「水晶之夜」历史专家认为，冯·拉特的确是同性恋，并和格林斯潘此前在巴黎著名的男同性恋歌舞会所Le Boeuf sur le Toit 见过面，这家会所在1938年的巴黎非常出名。
法国作家安德烈·纪德（其本人也是同性恋），在他的私人日记证实，冯·拉特在巴黎的同性恋社区非常知名。 在传闻中，后者往往被称为「夫人大使」和「巴黎圣母」。 
冯·拉特的弟弟——古斯塔夫也曾因同性恋犯罪而被指控，有指控证词显示冯·拉特曾在柏林放射科医院因直肠淋病接受过治疗。对格林斯潘的审判原计划在1942年举行，但从来没有实现过，主要是因为纳粹（其一贯政策是将同性恋送去死亡集中营）担心，这场审判会被变成一场关于纳粹官员是同性恋的丑闻。
但格林斯潘的最终命运还是未知的，他可能死在了萨克森豪森集中营里。最后一份表明他尚在世的文件（或者被认为还在世）是1942年12月7日的一份外交部备忘录。
1960年，在他的父母（时居以色列）的要求下，汉诺威的下级地方法院正式宣布格林斯潘已经死亡，官方认可的死亡日期为1945年5月8日。